# バック・ホーム
バック・ホーム(Back Home)は、2005年に発表されたエリック・クラプトンのアルバム。

## 解説
『レプタイル』以来4年ぶりのスタジオ・アルバム。
「セイ・ホワット・ユー・ウィル」は、愛・地球博のために作られた楽曲。2005年1月、SMAPによるカヴァー・ヴァージョン（日本語詞は竹内まりやによる）が「友だちへ〜Say What You Will〜」というタイトルでリリースされた。本作の日本盤CDには、「愛・地球博」用の別ヴァージョンがボーナス・トラックとして収録されている。
「アイム・ゴーイング・レフト」は、シリータ・ライトが1974年のアルバム『スティーヴィー・ワンダー・プレゼンツ・シリータ』で発表した曲のカヴァー。「愛はすべての人に」は、親友ジョージ・ハリスンへの追悼の意を込めたカヴァーで、クラプトンはこの曲のオリジナル・ヴァージョンでもギターを弾いていた。

## 収録曲
特記なき楽曲はエリック・クラプトンとサイモン・クライミーの共作。
1. ソー・タイアード - So Tired
2. セイ・ホワット・ユー・ウィル - Say What You Will
3. アイム・ゴーイング・レフト - I'm Going Left (Stevie Wonder, Syreeta Wright)
4. ラヴ・ドント・ラヴ・ノーバディ - Love Don't Love Nobody (Joseph Jefferson, Charles Simmons)
5. レヴォリューション - Revolution
6. 愛はすべての人に - Love Comes to Everyone (George Harrison)
7. ロスト・アンド・ファウンド - Lost and Found (Doyle Bramhall II, Jeremy Stacey)
8. ピース・オブ・マイ・ハート - Piece of My Heart (Doyle Bramhall II, Susannah Melvoin, Mike Elizondo)
9. ワン・デイ - One Day (Vince Gill, Beverly Darnall)
10. ワン・トラック・マインド - One Track Mind
11. ラン・ホーム・トゥ・ミー - Run Home to Me
12. バック・ホーム - Back Home (Eric Clapton)
13. セイ・ホワット・ユー・ウィル（『Love the Earth』収録ヴァージョン） - Say What You Will (Acoustic Guitar Version)

## 評価
アラン・ダグラスとミック・グゾウスキーは本作で2006年のグラミー賞ベスト・エンジニア（ノンクラシック）を獲得した。

## 参加ミュージシャン
- エリック・クラプトン - ボーカル、ギター
- スティーヴ・ガッド - ドラム
- エイブラハム・ラボリエル・ジュニア - ドラム
- ネイザン・イースト - ベース
- ビリー・プレストン - ハモンドオルガン、ピアノ、キーボード
- ドイル・ブラムホールII - ギター
- アンディ・フェアウェザー・ロウ - ギター
- ニッキー・ショウ - パーカッション、プログラミング
- サイモン・クライミー - キーボード、プログラミング
- シャロン・ホワイト、ミッチェル・ジョン、ローレンス・ジョンソン - バッキング・ボーカル

その他、ゲスト・ミュージシャンとしてピノ・パラディーノ、ロバート・ランドルフ、ジョン・メイヤー、スティーヴ・ウィンウッド、ヴィンス・ギル等がクレジットされている。